# Sprecher von Bernegg (Adelsgeschlecht)

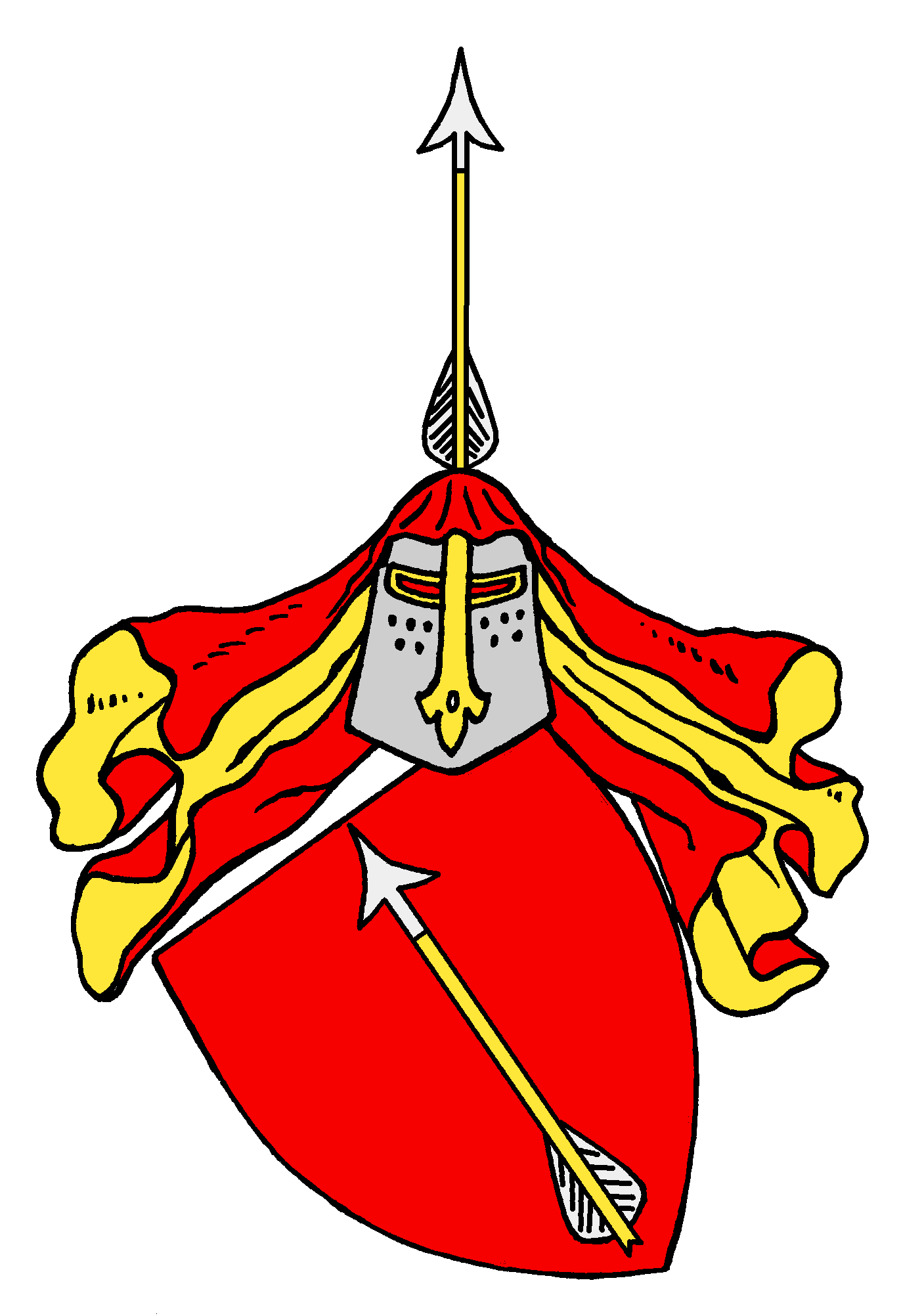
Stammwappen derer von Sprecher, um 1370

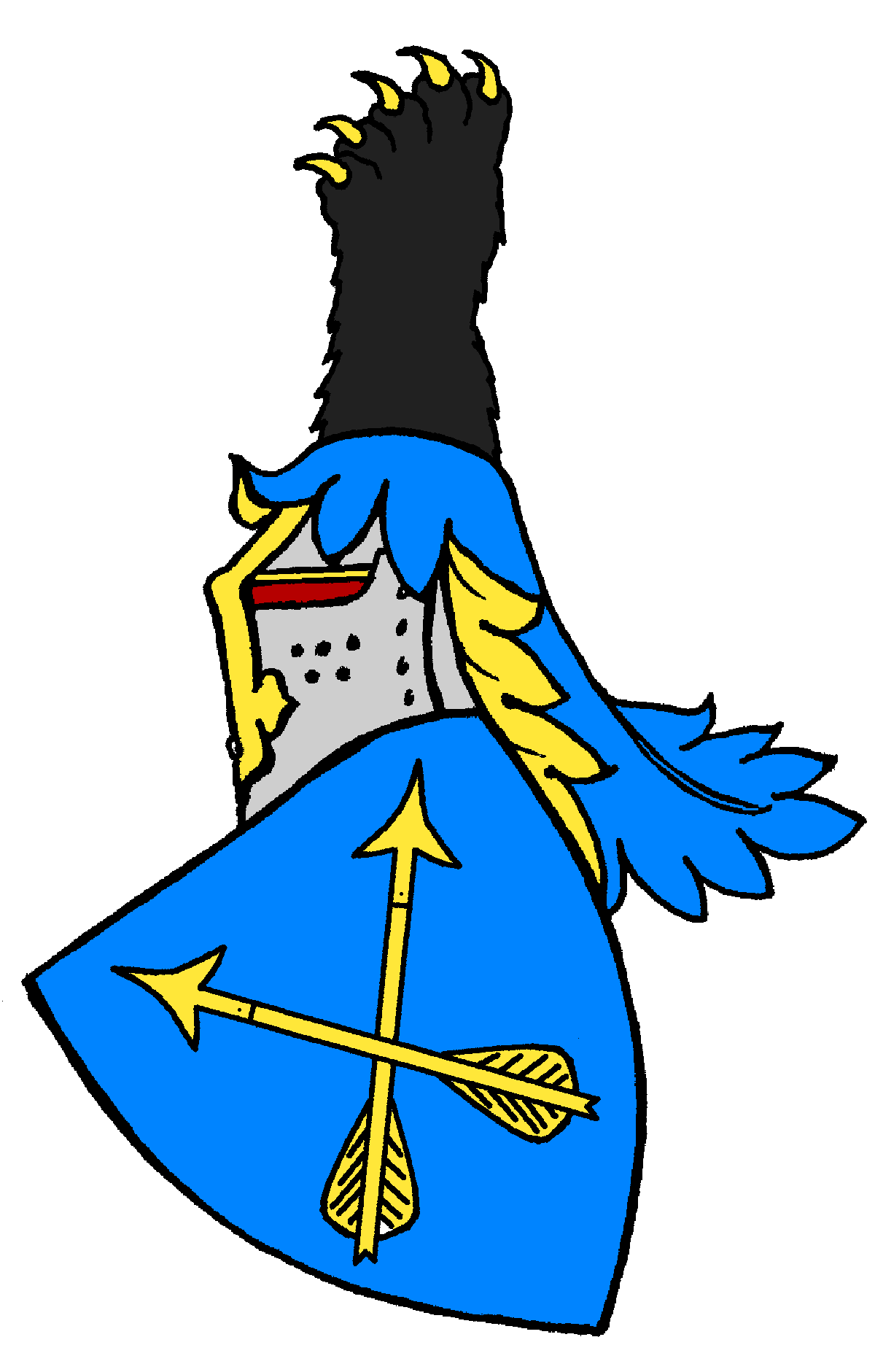
Wappenbesserung der Familie Sprecher von Bernegg, 1582

Sprecher von Bernegg, auch von Sprecher oder oftmals nur Sprecher, ist der Name eines alten schweizerischen Adelsgeschlechts. Neben den Salis und Planta gehörten die Sprecher von Bernegg zu den einflussreichsten Familien im Veltlin und in Graubünden.
Die Familie war ursprünglich von Walser Abstammung und spielte eine führende Rolle im Zehngerichtebund.
Angehörige des Geschlechts stellen vom 16. bis zum 19. Jahrhundert 15-mal den Bundeslandammann, zu dem auch das Amt des Landammanns der Gerichtsgemeinde Davos gehörte. Zweige der Familie bestehen zum Teil bis heute.

## Geschichte

### Herkunft
Nach alten Überlieferungen stammt das Geschlecht, das sich ursprünglich Sprächer von Bäreneck nannte, von dem Edlen Ursinius aus dem Schanfigg in Rhätien ab. Er soll bereits im Jahre 766 genannt worden sein.
Nach dem Genealogischen Handbuch des Adels und dem Historischen Lexikon der Schweiz beginnt die Stammreihe der Familie Mitte des 14. Jahrhunderts (um 1340) mit Joos Sprecher. Er war ein freier Walser in Strassberg im Fondeital, der um 1390 verstarb. Der Familienname war die Kurzform der walserischen Amtsbezeichnung für den Rechts- oder Fürsprecher. Fortunat Sprecher (1585–1647) führte als erster den Beinamen von Bernegg, nach der Burg Bernegg bei Calfreisen im Schanfiggertal, die schon 1428 im Besitz der Familie war.

### Ausbreitung und Persönlichkeiten
Der Stammvater Joos Sprecher war ein wohlhabender Grundbesitzer, der bereits einen Pfeil im roten Schild als Wappen führte. Seine Söhne Johann, Martin, Heinrich und Josias waren die Begründer von vier Linien. Martin und Johann wurden 1443 mit der Burg Subvia zu Peist belehnt. Heinrich besass ab 1428 die bereits erwähnte Burg Bernegg im vorderen Gericht St. Peter.

#### 16. Jahrhundert – Davoser Stamm
Heinrichs Urenkel Florian und Andreas liessen sich in Davos nieder. Florian heiratete Maria, die Tochter des Landammanns Nicolaus von Beeli. Er diente zunächst als Hauptmann in der königlich französischen Armee und kämpfte in den Feldzügen in Italien. 1512 eroberte er in der Schlacht bei Ravenna eine Fahne. Florian fiel als Oberstrichter im August 1554 auf dem Schlachtfeld von Hohensiena. Sein jüngerer Bruder Andreas vermählte sich um 1525 mit der Witwe des Ritters Rudolf Juvalta, Barbara von Planta, Tochter des Obersten Konradin von Planta. Die Familie seiner Frau war zu Davos reich begütert. Andreas Sprecher nahm an sieben Feldzügen in Italien und Frankreich, zunächst als Fähnrich – zuletzt als Pannerherr, teil. Später wurde er Eherichter der Landschaft Davos. 1536 besiegelte und beschwor er den erneuerten Bundesbrief der Zehn Gerichte. Von 1539 bis 1541 verwaltete er das Podestaamt zu Morbend im Veltlin und war später lange Zeit Landesstatthalter der Landschaft Davos sowie des Zehngerichtebundes. Andreas Sprecher starb im Januar 1586 im Alter von 84 Jahren in St. Johann am Platz, seinem stattlichen Wohnsitz zu Davos.

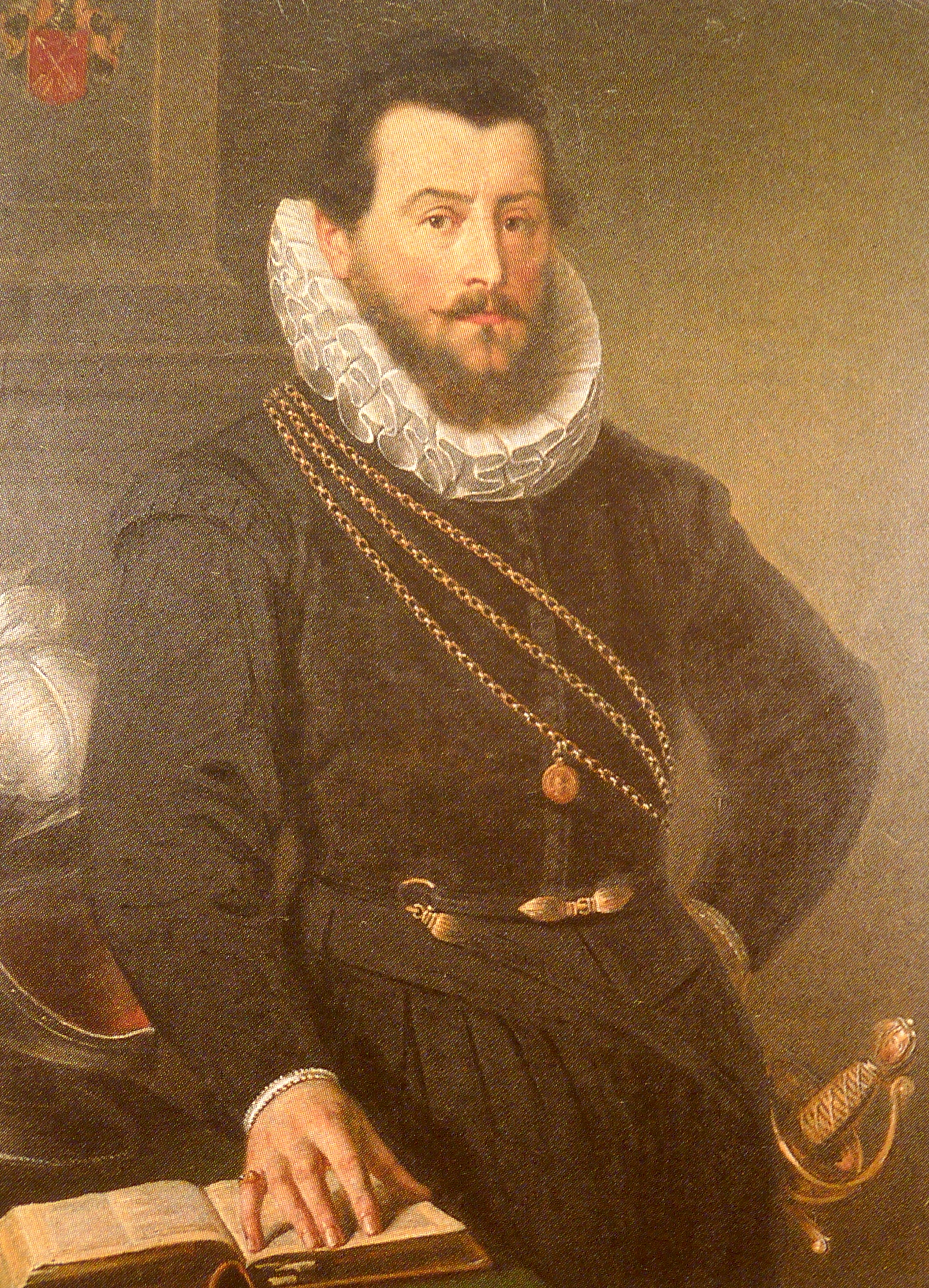
Fortunat Sprecher von Bernegg
(* 1585; † 1647)

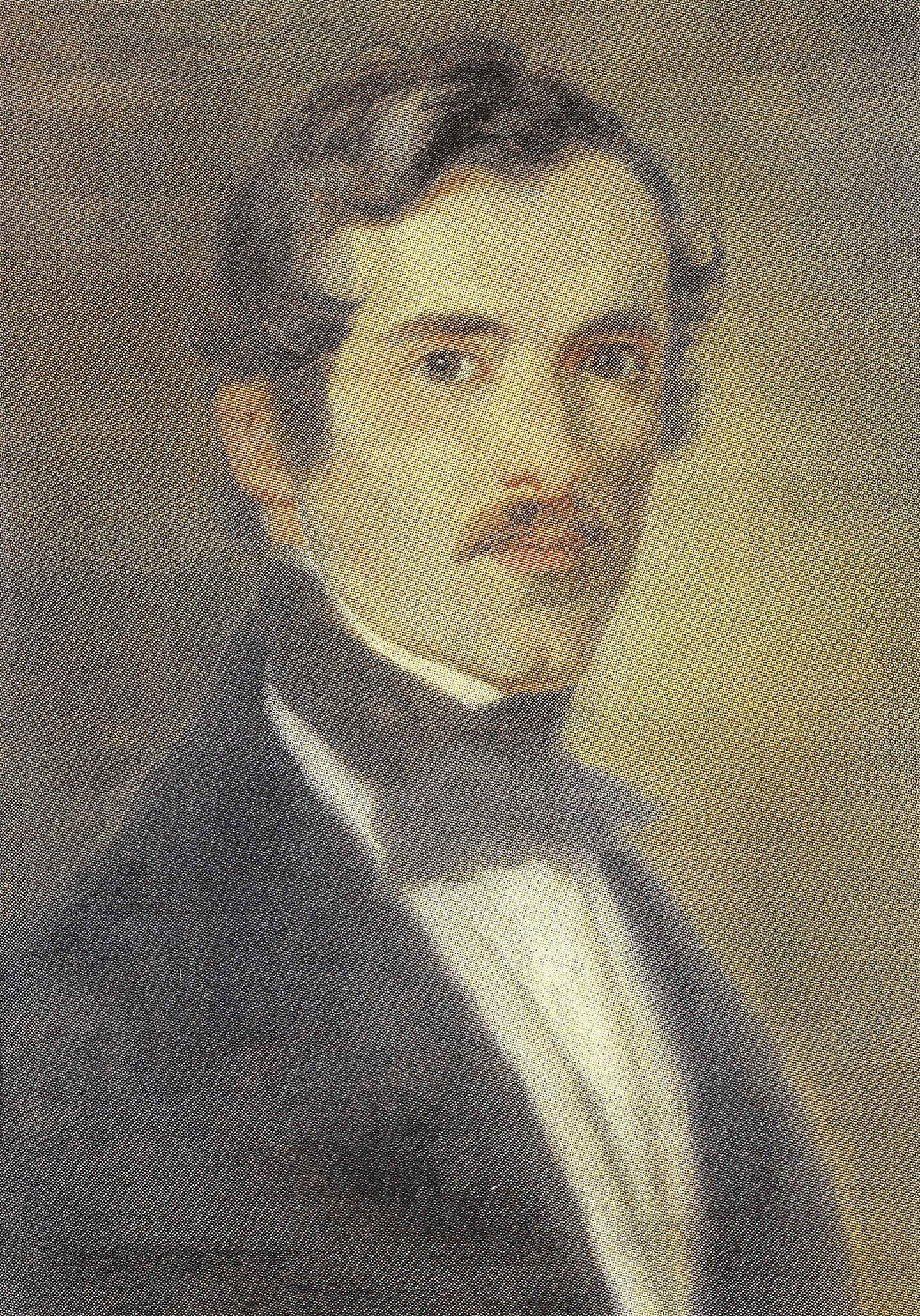
Johann Andreas von Sprecher
(* 1819; † 1882)

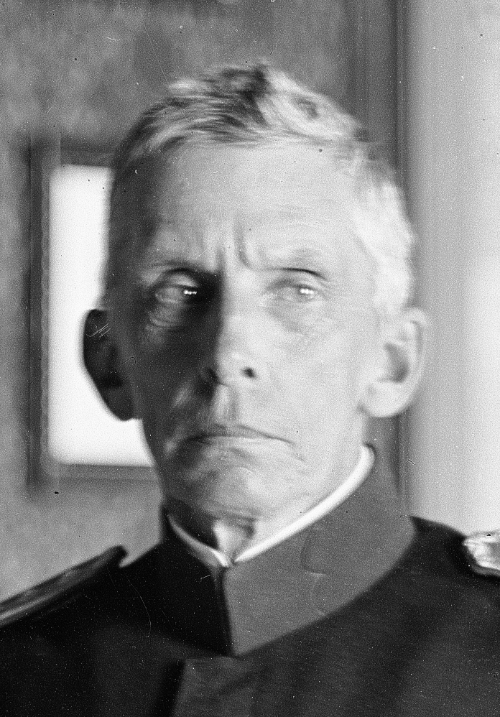
Theophil Sprecher von Bernegg
(* 1850; † 1927)

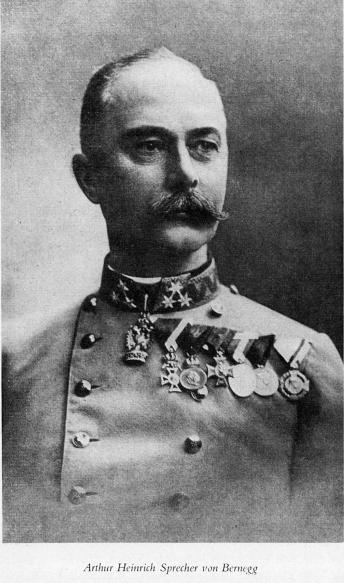
Arthur Heinrich Sprecher von Bernegg
(* 1852; † 1912)

#### 17. und 18. Jahrhundert
Andreas Sprecher hinterliess sechs Söhne. Andreas, der dritte Sohn, starb 1569 zu Loches in Frankreich als Hauptmann eines Bündner Fähnleins. Dessen Enkel, ein weiterer Andreas (* 1592) und Sohn des Podestaten Christian Sprecher, ging 1637 mit dem Landrichter Hans Jacob Schmid von Grünegg und mit Adolf Andreas von Salis-Zizers als Gesandter Graubündens nach Spanien. Sie schlossen mit den königlichen Bevollmächtigten die Präliminarien zur Kapitulation von Mailand (3. September 1639) ab. Nach Beendigung der Mission wurden alle drei von König Philipp IV. mit Geschenken reich beehrt. Andreas wurde 1643 und 1651 Bundeslandammann. 1649 gehörte er zur Gesandtschaft an den Hof von Erzherzog Ferdinand Karl von Österreich und Tirol wegen des Auslaufens bzw. dem Loskauf der Vergaberechte der Zehn Gerichte vom Erzhaus Österreich. Andreas Sprecher starb am 24. Dezember 1667. Mit dem Tod seines Enkels Georg Sprecher von Bernegg (* 1652), der 1730 als königlich französischer Oberstwachtmeister den Dienst quittierte, erlosch dieser Zweig.
Florian Sprecher von Bernegg («Ritter Fluri», * 1548; † 1612), der sechste Sohn von Andreas, war 1572 Pannerherr der Zehn Gerichte. 1574 trat er als Hauptmann in königlich französische Dienste. Bereits ein Jahr später wurde er Kommissarrichter zu Chiavenna (Cläven), 1579 bis 1581 Podesta zu Traona und von 1582 bis 1586 Landammann zu Davos sowie Haupt des Zehngerichtebundes. Auch er wurde in diplomatischen Missionen eingesetzt. So gehörte er 1582 zur Gesandtschaft in Paris, um mit den eidgenössischen Standesdelegierten das Friedensbündnis mit König Heinrich III. von Frankreich abzuschliessen, «[…] worauf sämmtliche [sic] Gesandte [sic] den Ritterschlag erhielten und mit dreifachen goldenen Ketten beschenkt wurden». König Heinrich bestätigte Florian Sprecher von Bernegg im Ritterdiplom, ausgestellt im Dezember 1582 zu Paris, seinen alten Adel. Ausserdem erhielt er eine Wappenbesserung, das Stammwappen der Sprecher zeigte nun die königlichen Farben Blau und Gold (in Blau zwei gekreuzte goldene Pfeile) sowie einen gekrönten Helm mit einer Bärentatze. 1585 wurde Florian Bundesoberster und 1589 Gesandter der Zehn Gerichte am Hof von Erzherzog Ferdinand von Österreich zu Innsbruck sowie 1590 bei den Ständen zu Zürich und Glarus. Er starb am 18. April 1612 auf seinem Wohnsitz Albertigut zu Davos. Aus seiner Ehe mit Dorothea geborene Brunner (* 1550; † 22. März 1612:326), genannt von Beusch, gingen fünf Söhne und fünf Töchter hervor. Hinsichtlich des Übernamens von Beusch scheint allerdings ein zweifacher Fehler vorzuliegen. Denn, wie Andreas von Sprecher aus den Jugendaufzeichnungen Fortunats berichtet, wurde der Vater seiner Mutter Dorothea, Johann Brunner, lediglich Büsch genannt und war nicht adliger Herkunft.:326 Collenberg berichtet denn auch von «Dorothea Brunner genannt Büsch».

##### Luzeiner Stamm und seine Verzweigungen
Der älteste Sohn von Ritter Florian, Andreas Sprecher von Bernegg («Commissari», * 1568), liess sich 1590 in Luzein im Prättigau nieder. Er wurde Kommissarrichter im Veltlin und 1595 Landammann des Gerichts Castels Luzein. 1599 bis 1601 war er Gouverneur zu Chiavenna und ab 1621 bis 1629 Gesandter in Innsbruck. Während des Prättigauer Aufstandes verteidigte er mutig den evangelischen Glauben. Er ehelichte Dorothea geborene Müller, mit der er über 50 Jahre verheiratet war, und starb 1638 in hohem Ansehen. Das Paar hinterliess fünf Söhne.
Die Linien des ältesten Sohnes Florian (Florian-Ast Luzein) und des drittältesten Sohnes Andreas erloschen (älterer Churer Ast) 1736 bzw. 1779 im Mannesstamm. Sixtus (* 1594), der zweite Sohn, war der Stifter der Linie zu Clus-Maienfeld und Johann, der vierte Sohn, der Stammvater zweier Linien (Johann-Ast Luzein). Ihr jüngster Bruder Heinrich (* 1615; † 1685) konnte nach zwei Ehen ebenfalls zwei Linien begründen (Heinrich-Ast zu Luzein mit Zweigen Senftenau/Chur und Jenins).

##### Älterer Davoser Stamm
Der zweitälteste Sohn von Ritter Florian, Johann Sprecher von Bernegg («Oberst Hans», * 1582), verwaltete von 1605 bis 1607 das Vikariat im Veltlin. 1607 bis 1619 war er Landammann zu Davos und Haupt der Zehn Gerichte. Im November 1631 wurde Johann in Maienfeld ermordet. Aus seinen drei Ehen mit Ursula von Buol, Barbara von Capol und Maria von Mont sind mehrere Töchter und vier Söhne entsprossen. Salomon Sprecher von Bernegg (* 1635; † 1693), ein Nachkomme von Johann, war Oberst und Inhaber eines spanischen Regiments, Kommissar zu Chiavenna sowie Bundeslandammann. Letztes Amt übte auch sein Sohn Paul Sprecher von Bernegg († 1734) mehrmals aus. Salomons Bruder Johann Andreas Sprecher von Bernegg (* 1697) trat bereits früh in Militärdienste. 1743 errichtete er ein eigenes Regiment, mit dem er unter österreichischem Oberkommando bis 1750 in Italien kämpfte. Für seine Verdienste wurde er von Maria Theresia zum Generalmajor und Gouverneur von Como befördert. 1756 wurde Johann Andreas zum Inhaber des Regiments Hagenbach ernannt und zum Feldmarschallleutnant befördert. Er war während des Siebenjährigen Krieges Kommandant von Breslau und musste die Festung am 19. Dezember 1757 den Preussen übergeben. Vor ein Kriegsgericht gestellt, konnte er sich aber vollständig rehabilitieren. Nach der Beförderung zum Feldzeugmeister und der Erhebung in den Reichsfreiherrenstand starb Johann Andreas am 15. September 1758 bei einem Unfall, sein Wagen stürzte bei Aussig um. Die Kinder aus seiner ersten Ehe starben bereits früh, seine zweite Ehe blieb kinderlos. Erbe seiner Güter wurde sein Neffe Anton Hercules Sprecher von Bernegg (* 1741). Anton Hercules verwaltete schon mit 20 Jahren das Kommissariat von Chiavenna, wurde viermal Haupt der Zehn Gerichte und Gesandter in Mailand. Er starb im März 1827 in Grüsch auf dem ererbten Wohnsitz seiner Mutter Margaretha Katharina von Salis. Die Nachkommen seiner beiden Söhne aus dritter Ehe mit Maria Magdalena von Ott († 1826) Johann Andreas (* 1783; † 1836) und Salomon (* 1791; † 1827) begründeten zwei neue Linien.
Der dritte Sohn von Ritter Florian, Fortunat Sprecher von Bernegg (* 1585; † 1647), gehört zu den bedeutendsten Bündner Historikern der frühen Neuzeit. 1606 erlangte er zu Orléans den Doktorgrad beider Rechte. Er war zunächst Generalproveditor (vgl. hierzu Provveditore) des Veltlin sowie zu Bormio (Worms) und Chiavenna und ab 1617 bis 1619 Kommissar zu Chiavenna. Bekannt wurde er durch seine Werke über die Bündner Geschichte. Fortunat war zweimal verheiratet. Seine Linie erlosch mit dem Tod seiner Kinder aus zweiter Ehe Rhätus († 1675), Podesta zu Plurs, und Peter († 1689).

##### Jüngerer Davoser Stamm
Der vierte Sohn, Florian, ein Zwillingsbruder von Fortunat, wurde Feldhauptmann der Davoser in der Schlacht bei Tirano (11. September 1620). Er starb wenige Tage später als seine Truppen die Schanzen von Terraplana bei Bormio im Sturm nahmen.
Der fünfte Sohn, Konradin Sprecher (* 1592) fiel als Pannerherr der Landschaft Davos am 8. Mai 1622 im Gefecht auf dem St. Luzisteig.

#### 19. Jahrhundert bis zur Gegenwart

##### Luzeiner Linien
Die jüngere Luzeiner Linie, die auch Besitzungen zu Seewis im Prättigau hatte, starb 1812 mit dem Tod von Johann VI. Sprecher von Bernegg aus. Johann starb als Hauptmann in königlich britischen Diensten. Aus der älteren Luzeiner Linie kam Andreas Sprecher von Bernegg († 1848), dessen zwei Söhne die Linie fortsetzten.

##### Linie zu Clus-Maienfeld
Stammvater der Linie zu Clus-Maienfeld war Sixtus Sprecher von Bernegg (* 1594; † 1629), der als Hauptmann im Regiment des Obersten Ulysses von Salis am Feldzug im Piemont teilnahm. Sein Nachkomme in der 4. Generation Jakob Sprecher von Bernegg (1756–1822) trat, wie schon einige seiner Brüder, in die königlich niederländische Armee ein. Er diente zunächst als Hauptmann im Regiment Bentick. Später, als Major, zeichnete er sich während der französischen Invasion mehrfach aus. Er begleitete den Prinzen von Oranien in das Exil nach England. Nach mehrjähriger Abwesenheit kehrte Jacob nach Graubünden zurück und heiratete 1807 Dorothea (* 1772; † 1835), die Tochter des Bundeslandammannes Anton Hercules Sprecher von Bernegg und dessen Frau Margarethe Brügger von Maienfeld. Durch seine Gemahlin kam er in den Besitz der brüggerischen Güter mit dem Herrensitz zu Maienfeld. 1811 erhielt er das Bürgerrecht der Stadt Maienfeld. 1814 kehrte er nach Holland zurück und trat erneut in königlich niederländische Dienste. Jacob wurde Oberst und Chef eines Regiments und 1818 zum Generalmajor befördert. Im gleichen Jahr erhielt er den erblichen Freiherrenstand des Königreichs der Niederlande. Er starb am 5. März 1822 auf einer Urlaubsreise in Grüsch.
Sein Sohn Anton Hercules Freiherr Sprecher von Bernegg (* 1809) wurde Amtslandammann des Hochgerichts Maienfeld und Mitglied des Landrates und Landgerichts. Er heiratete 1839 Clara Emilia (* 1815; † 1852), die Tochter des Podestaten Lucius Bazzigher von Vicosoprano und dessen Frau Katharina von Stampa. Ihr gemeinsamer Sohn Theophil Sprecher von Bernegg (* 1850; † 1927) war von 1914 bis 1919 Chef des Generalstabs der Schweizer Armee.
Seine Tante Julie Cäcilie Sprecher von Bernegg (* 1808), eine Schwester von Anton Hercules, heiratete den Theologen und Professor am theologischen Institut der reformierten Kantonsschule Chur Johann Christoph Wilhelm Schircks (* 1804; † 1879). Ihr jüngerer Bruder Johann Andreas Sprecher von Bernegg (* 1811; † 1862) wurde Oberst, Kommandant des 2. eidgenössischen Bataillons und Nationalrat. Er heiratete Barbara, die Tochter des Bundespräsidenten und Bürgermeisters Christoph von Albertini und seiner Frau Ursula Elisabeth Gugelberg von Moos. Johann Andreas und Barbara hatten sechs Kinder, zwei Töchter und vier Söhne. Anton Adolf Christoph Sprecher von Bernegg (1849–1915), der dritte Sohn, studierte ab 1869 in Göttingen und Leipzig Rechtswissenschaften. Er trat in königlich preussische Staatsdienste und kam, nach einer steilen juristischen Karriere, 1900 als Richter an das Reichsgericht im I. Zivilsenat. 1911 trat Anton Adolf Christoph in den Ruhestand und starb 1915 in Baden AG.
Einige Familienmitglieder liessen sich in den USA und in Argentinien nieder. Der 1846 ausgewanderte Johann Sprecher von Bernegg (* 1823; † 1900) begründete die Linie Jenins in Wisconsin USA. Der Förster Heinrich Sprecher von Bernegg (* 1820; † 1864), der 1848 Chur verliess, wurde Stammvater der Linie Senftenau in den Bundesstaaten Virginia und Ohio. Georg Sprecher von Bernegg (* 1884; † 1950) wanderte 1902 nach Argentinien aus. Er war Stammvater der Luzeiner Linie in Allen am Rio Negro.

### Standeserhebungen
Nach dem Gothaischen genealogischen Taschenbuch erhielt die Familie zwei Freiherrendiplome. Der Generalfeldzeugmeister Salomon Sprecher von Bernegg zu Davos wurde 1758 von Maria Theresia in den Reichsfreiherrenstand erhoben.
Am 7. Juni 1818 zu Den Haag erhielt der Generalmajor Jacob von Sprecher und Bernegg, Oberst-Inhaber des Schweizer Regiments, aus der Cluser Linie zu Maienfeld für sich und seine Nachkommen von König Wilhelm I. den niederländischen Freiherrenstand.

## Wappen

### Familienwappen
Die Wappenbesserung von 1582 zeigt in Blau zwei aufwärts-geschränkte goldene Pfeile. Auf dem Helm mit blau-goldenen Helmdecken eine goldbewehrte schwarze Bärentatze.

### Freiherrliches Wappen
Das freiherrliche Wappen mit Freiherrnkrone ist geviert. 1 und 4 in Blau in Form eines Andreaskreuzes gestellte, goldene Pfeile, deren Spitzen nach oben gerichtet sind (Stammwappen). 2 und 3 in Gold eine schwarze Bärentatze mit goldenen Klauen (Helmzier des Stammwappens). Auf dem gekrönten Helm mit blau-goldenen Decken eine Bärentatze. Den Schild umgibt ein weissgefütterter blauer Wappenmantel mit schmalen goldenen Fransen und Schnüren.
Der Wahlspruch lautet: Potius frangi, quam flecti.

### Kreis- und Gemeindewappen
Elemente und Farben aus dem Familienwappen der Sprecher von Bernegg erscheinen noch heute in einigen schweizerischen Kreis-, Orts- und Gemeindewappen.

Wappen des Kreises Schanfigg
Wappen der Gemeinde Furna
Wappen der Gemeinde Luzein

## Namensträger (Auswahl)
- Andreas Sprecher von Bernegg (* 1871; † 1951), Schweizer Pflanzenbauwissenschaftler
- Anton Adolf Christoph Sprecher von Bernegg (* 1849; † 1915), deutscher Reichsgerichtsrat
- Arthur Heinrich Sprecher von Bernegg (* 1852; † 1912), österreichisch-ungarischer General der Infanterie
- Fortunat Sprecher von Bernegg (* 1585; † 1647), Bündner Jurist, Gesandter im Veltlin und Chronist
- Hermann Sprecher von Bernegg (1843–1902), Jurist und Politiker
- Jakob Sprecher von Bernegg (* 1756; † 1822), niederländischer Generalmajor
- Johann Andreas Sprecher von Bernegg (* 1811; † 1862), Schweizer Politiker
- Johann Andreas von Sprecher (* 1819; † 1882), Schweizer Historiker
- Jörg Sprecher von Bernegg (* 1907; † 1997), Schweizer Militär
- Salomon Sprecher von Bernegg (* 1697; † 1758), k.k. General der Artillerie
- Theophil Sprecher von Bernegg (* 1850; † 1927), von 1914 bis 1919 Chef des Generalstabs der Schweizer Armee

## Bauten und Besitzungen

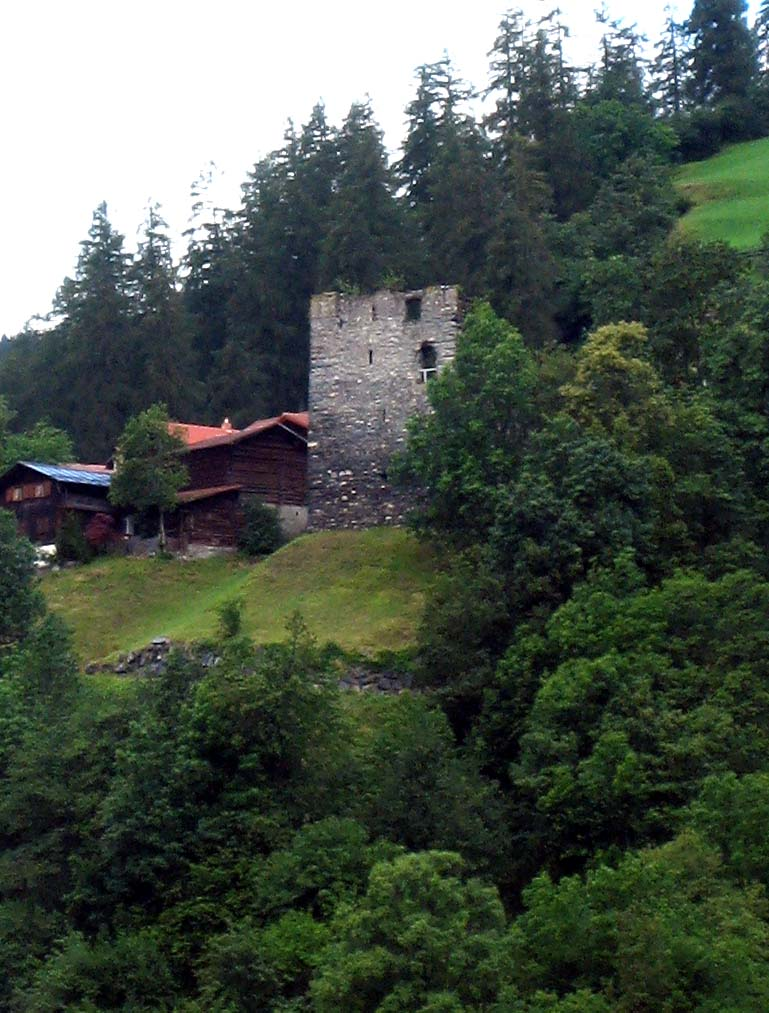
Burg Bernegg, Calfreisen, seit 1428 im Besitz der Familie
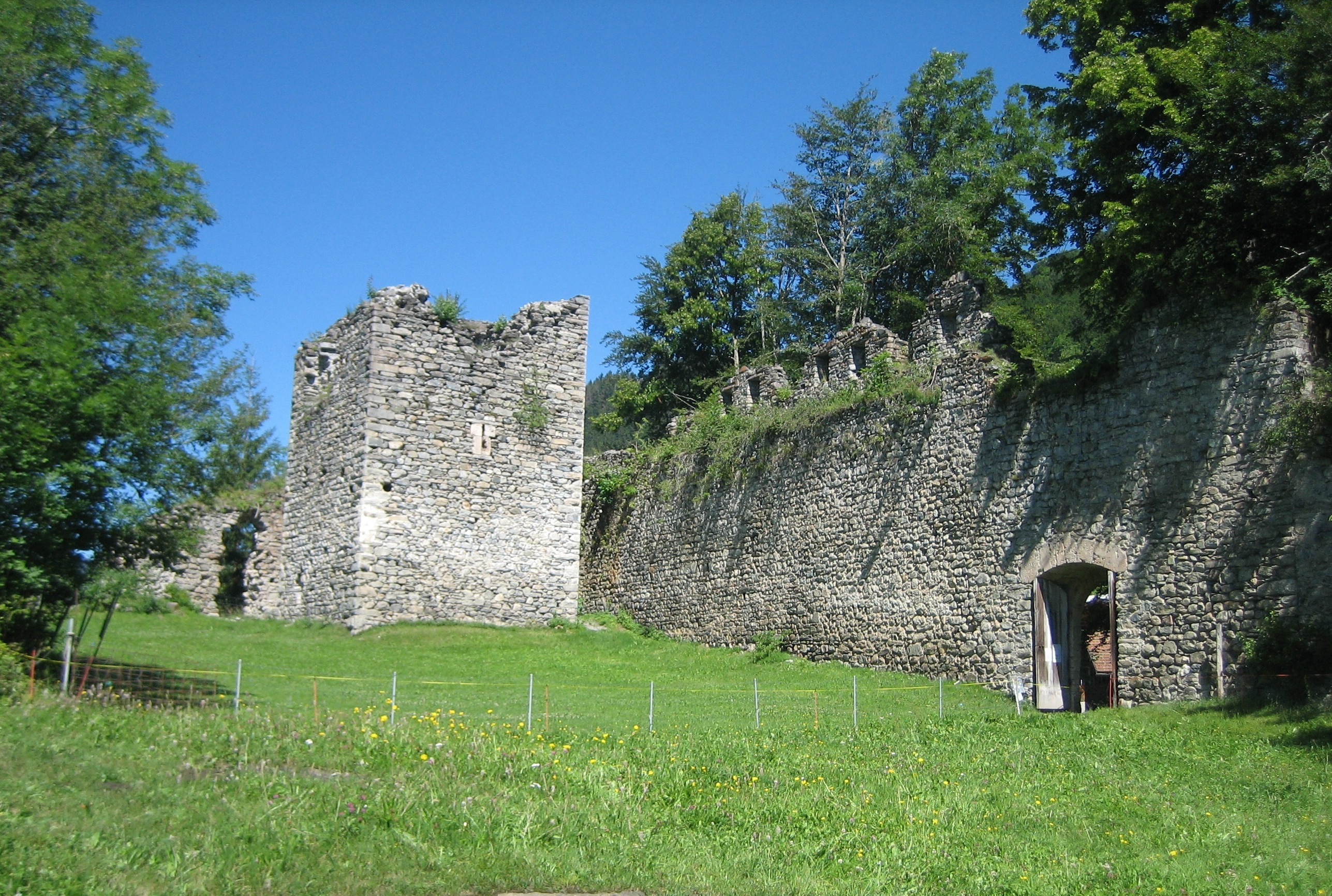
Burg Castels, Putz
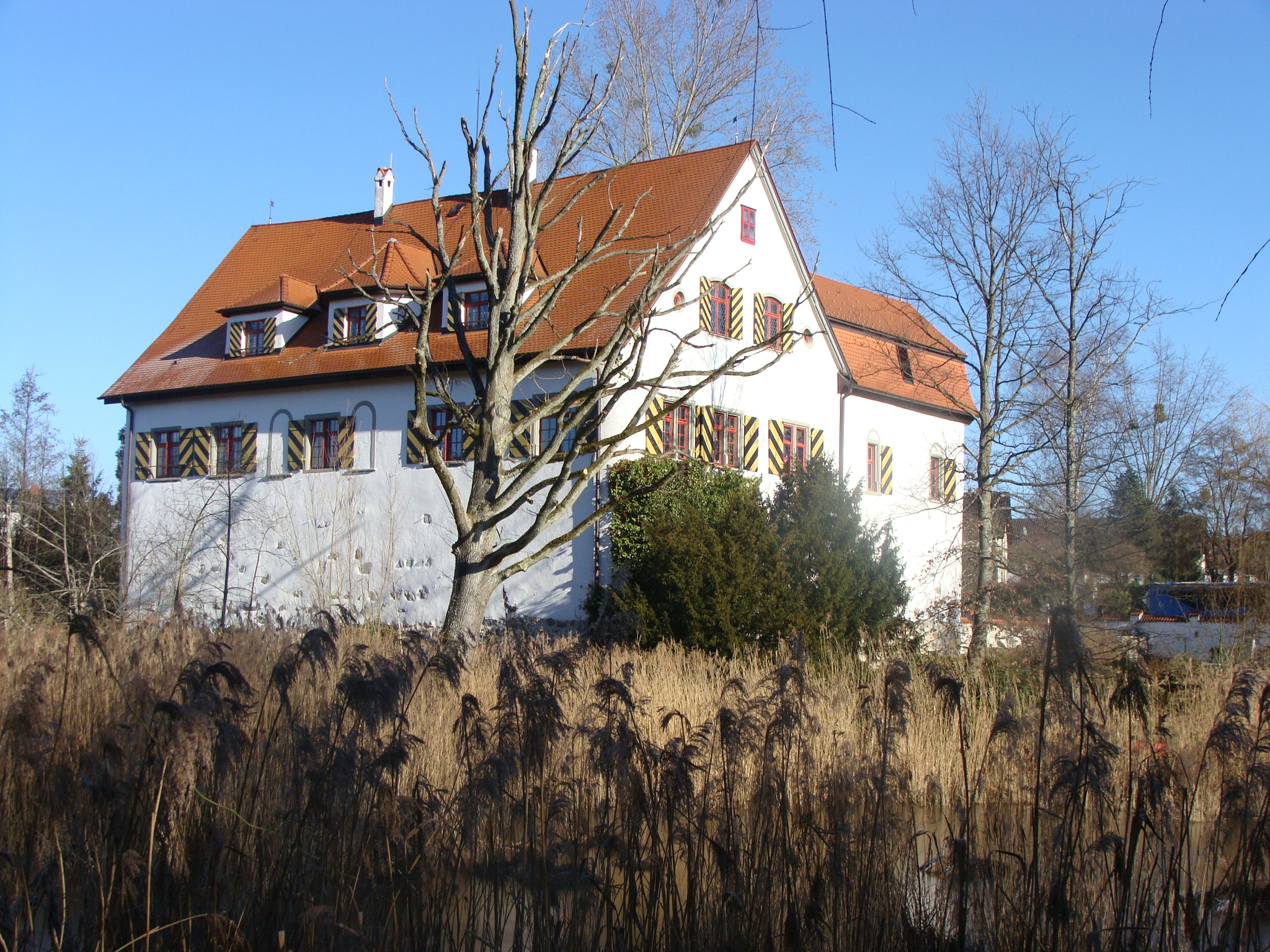
Schloss Senftenau, Lindau
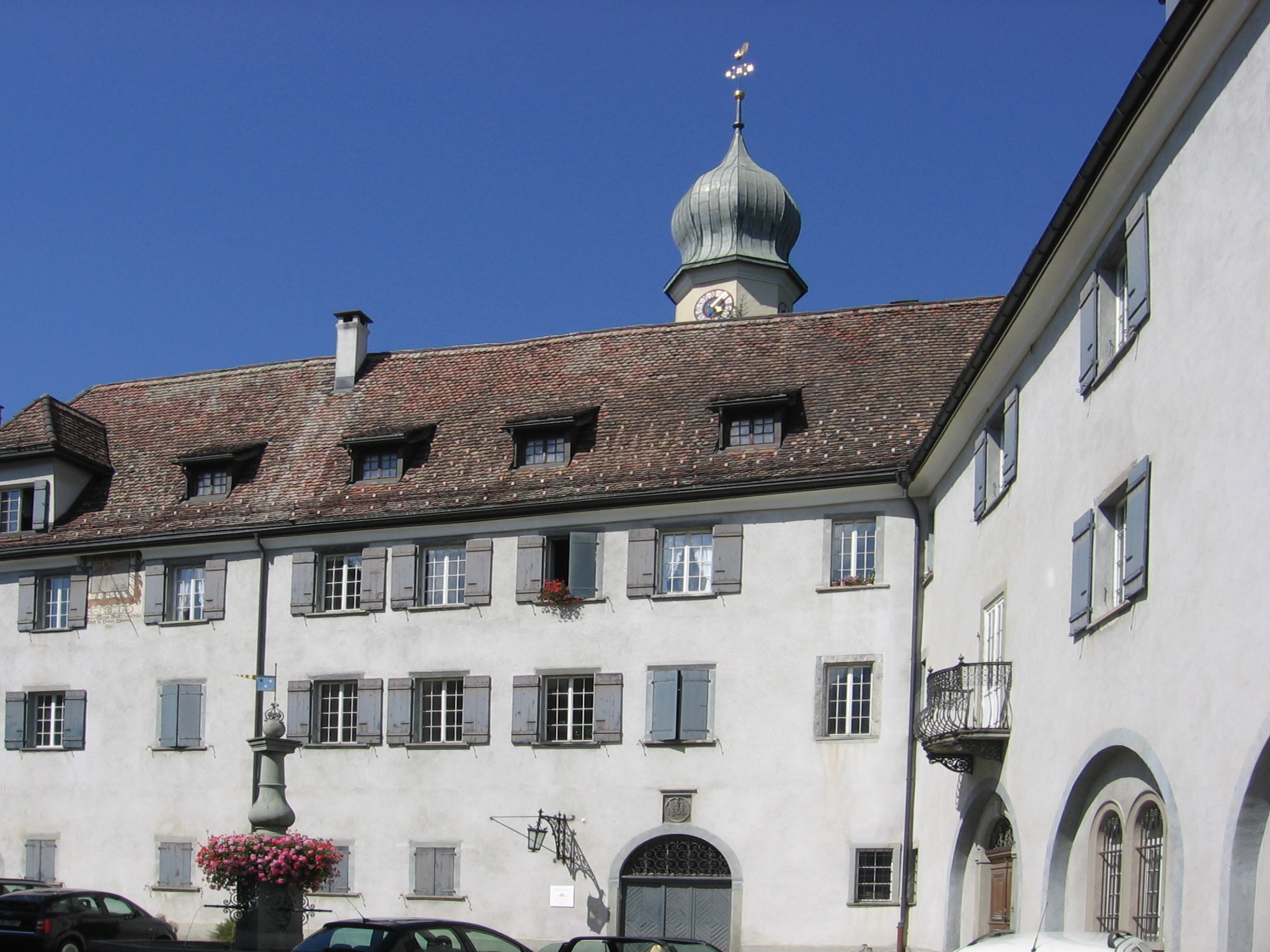
Sprecher-Hof, Maienfeld (1816 von den Brügger geerbt, bis heute im Familienbesitz)

Sprecherhäuser in Luzein
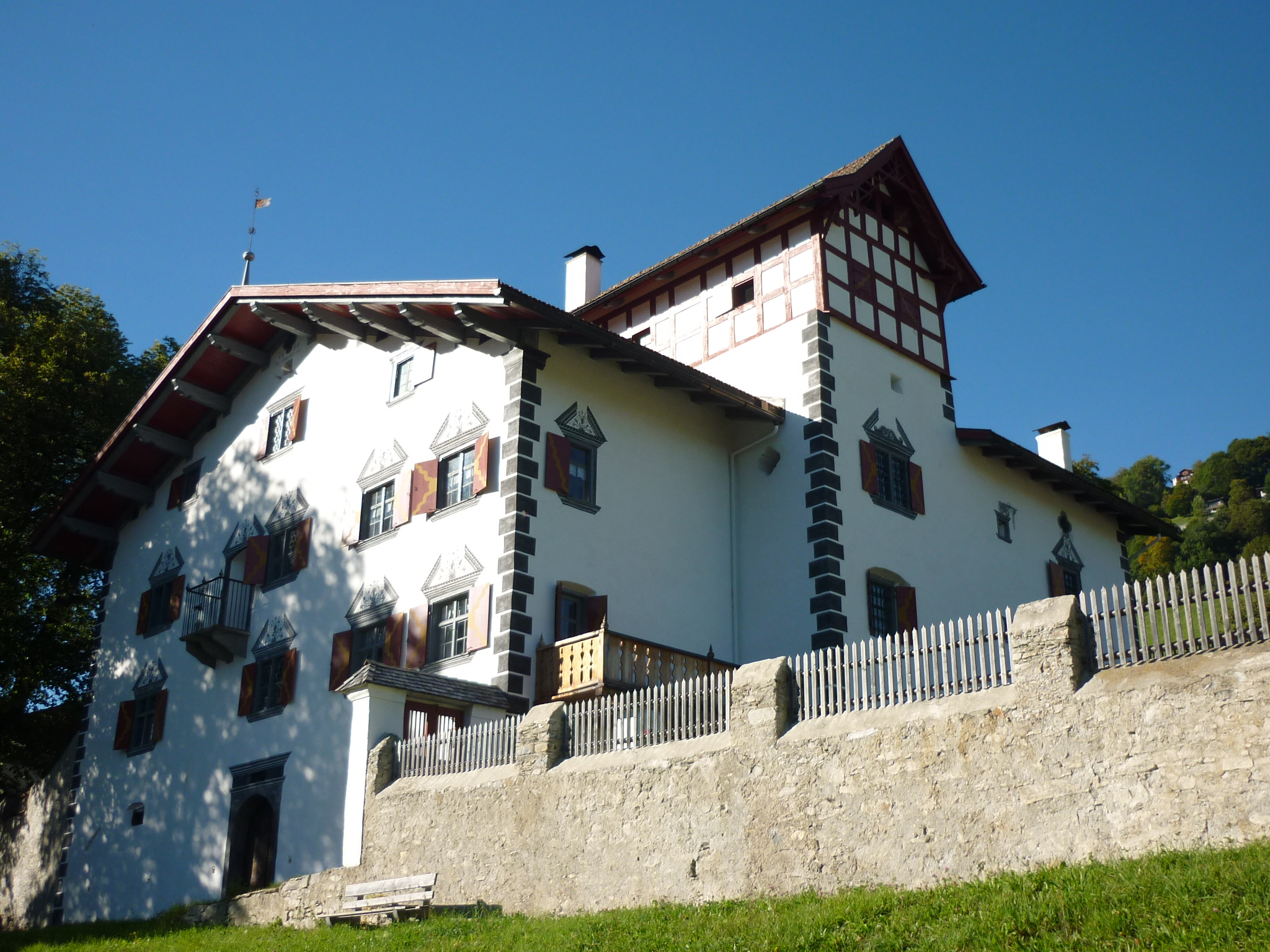
Sprecher-Haus am Landsgemeindeplatz (Bsatzig) von 1652
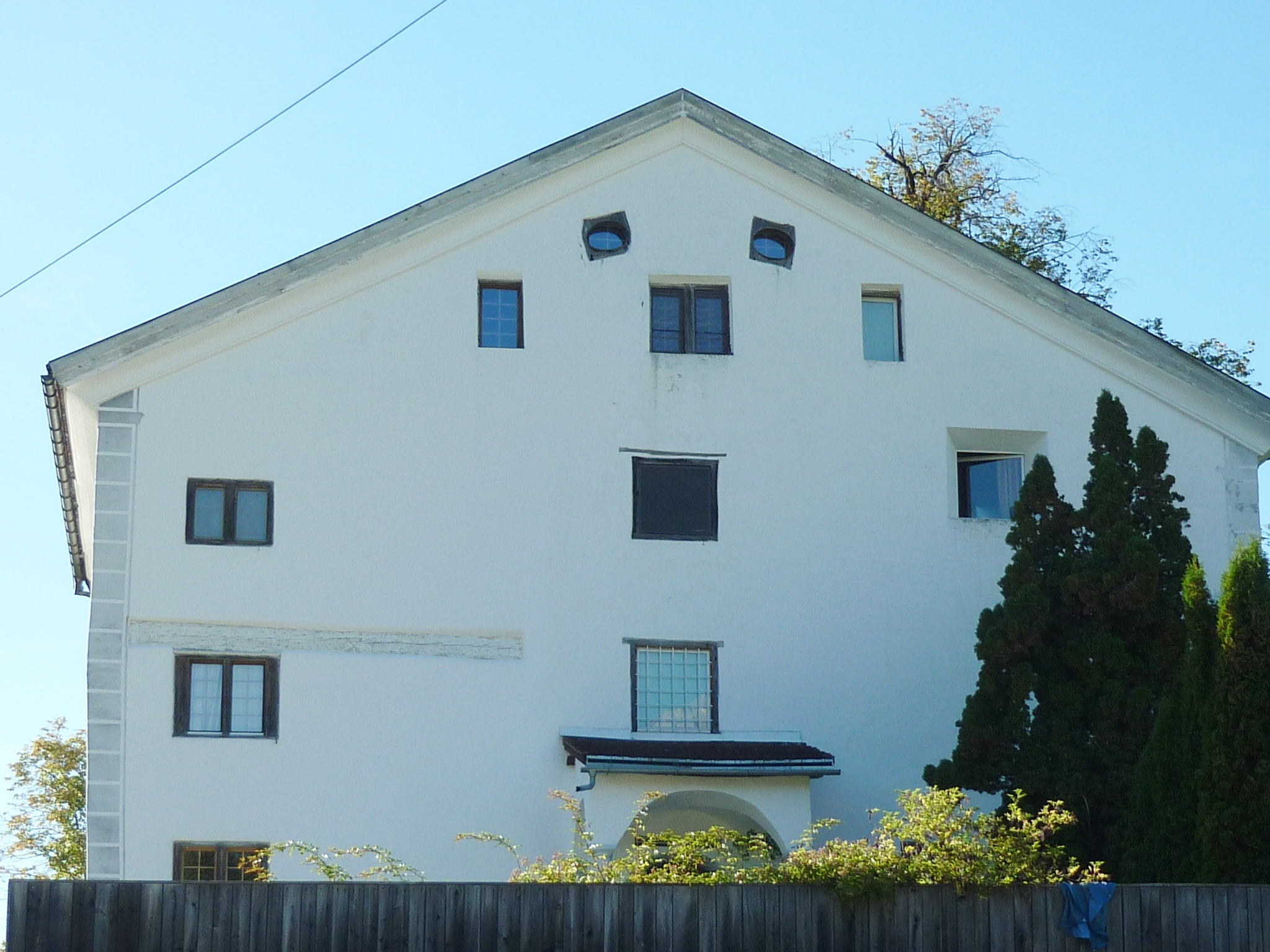
Grosshaus von 1658
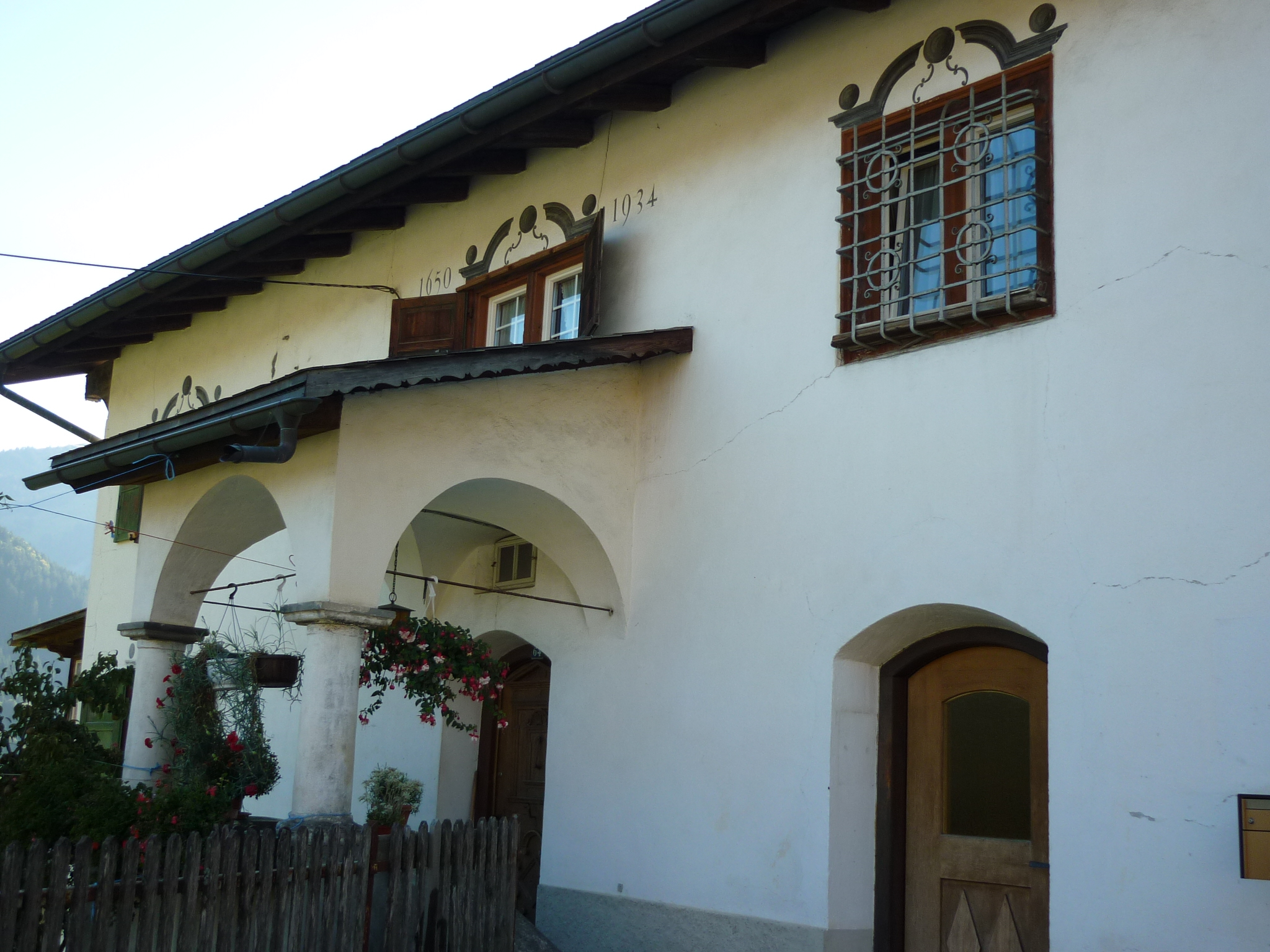
Haus Sprecher-Pestaluzz (Putzi) von 1650
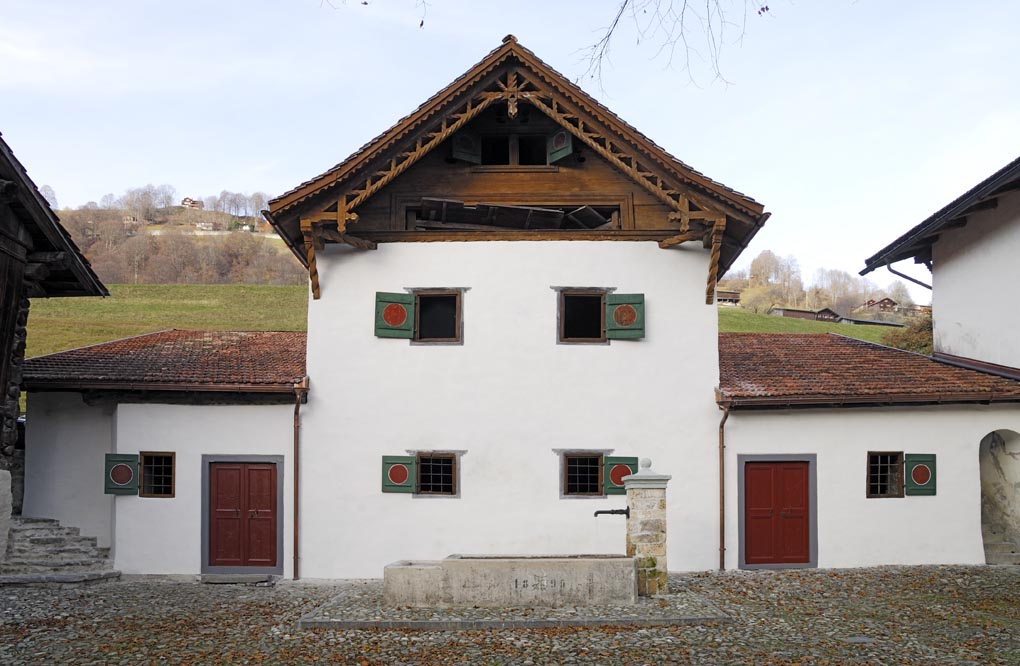
Bad- und Waschhaus am Landsgemeindeplatz von 1743
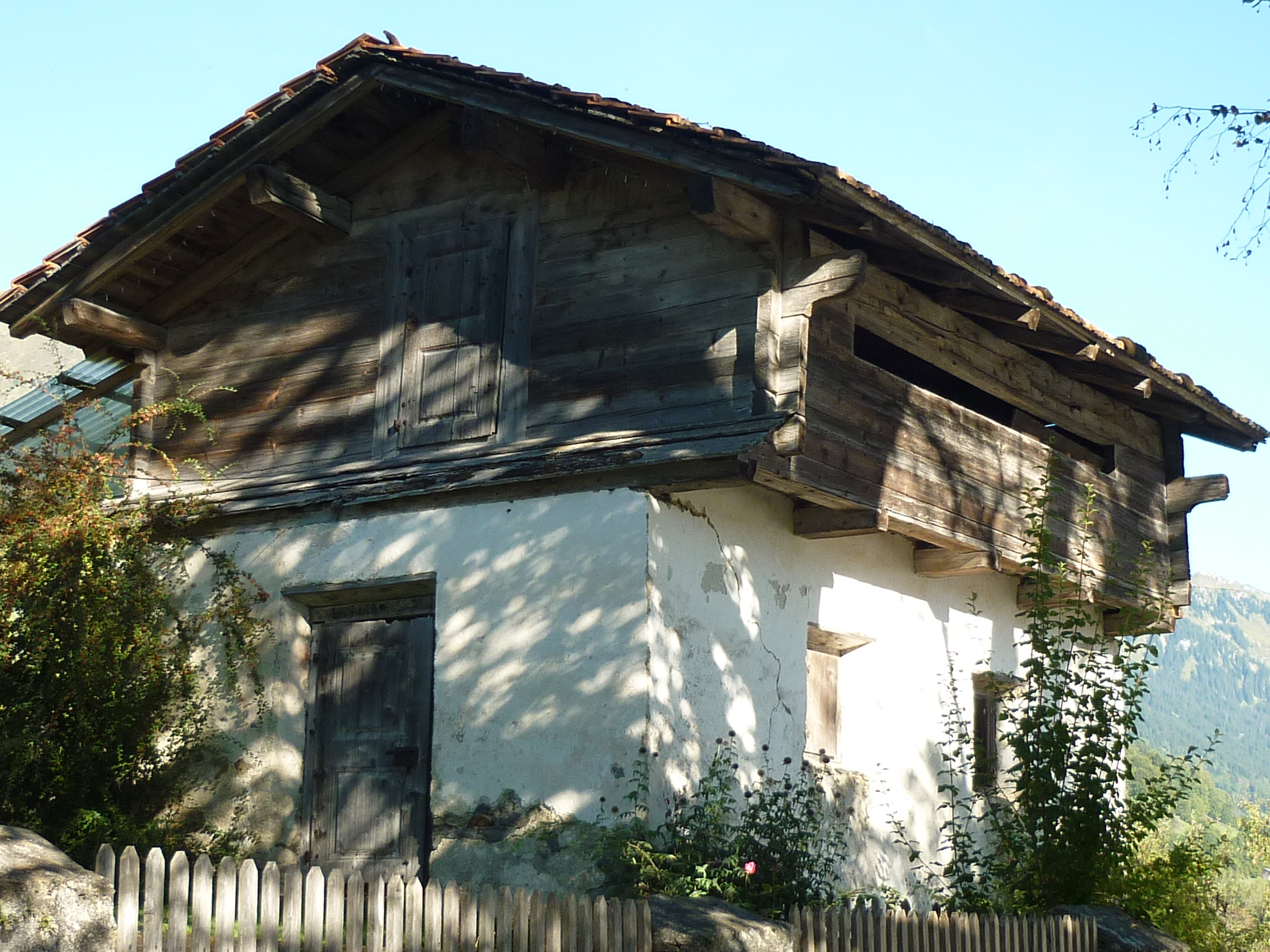
Speicher mit Dörrlaube von 1671 beim Stammhaus (Brigadierhaus)
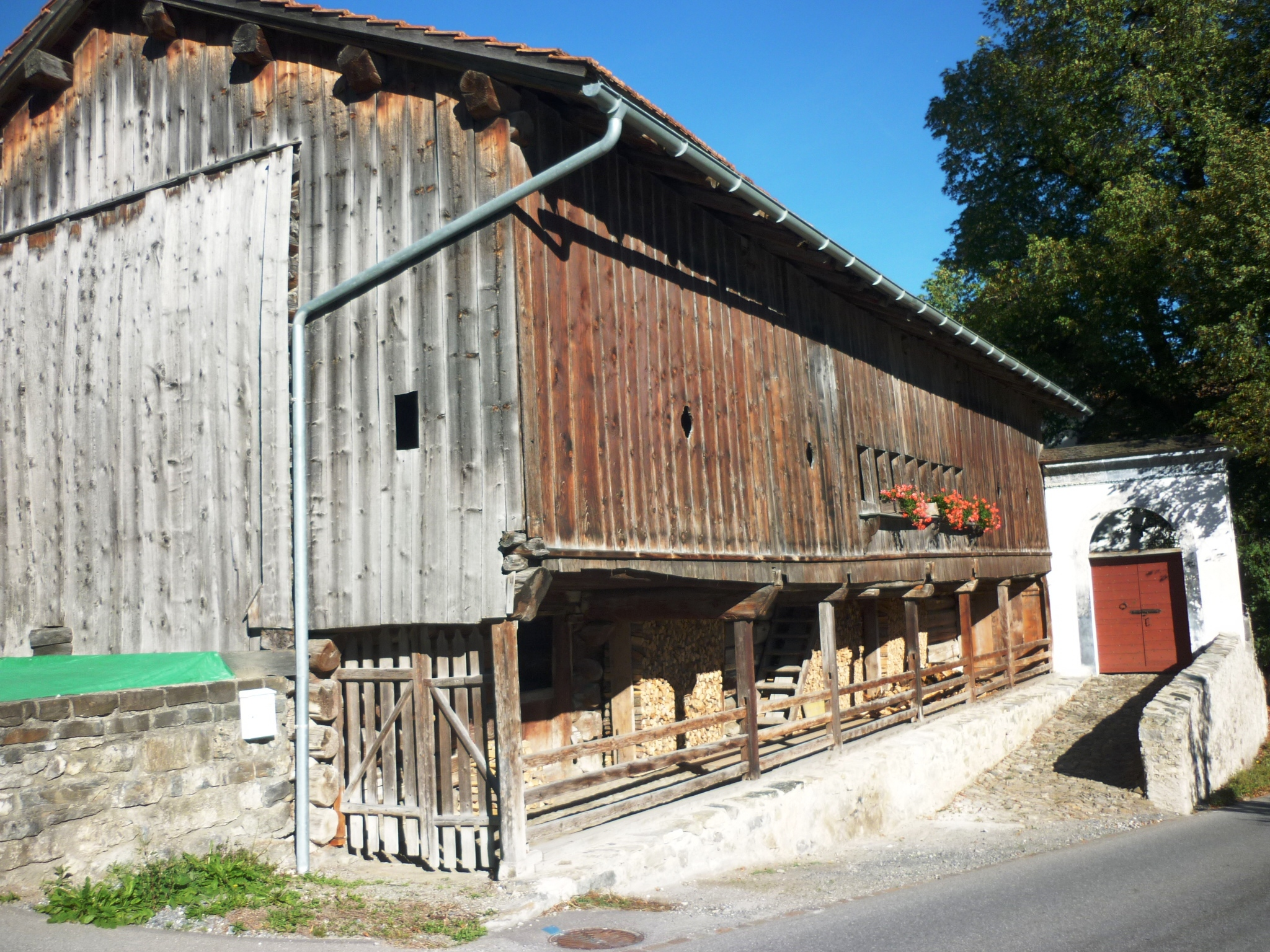
Scheune und Eingangstor am Landsgemeindeplatz